# Samuel Biek
Samuel Biek (* 7. August 1997 in Marburg) ist ein deutscher Fußballspieler.

## Karriere
Biek begann seine Karriere beim SSV Bad Endbach. Danach spielte er bei der TSG Wieseck. Zur Saison 2016/17 erhielt er ein Stipendium an der Bethel University in den USA. 2018 spielte er in den Sommermonaten leihweise bei Milwaukee Torrent, 2019 beim Grand Rapids FC. Im Sommer 2019 verließ er die Bethel University und wechselte an die Western Michigan University, wo er für die Western Michigan Broncos spielte.
Im Juli 2020 wechselte Biek zum FC Tucson. Im selben Monat debütierte er für Tucson in der drittklassigen USL League One. Für den Verein kam er bis zum Ende der Saison 2020 zwölfmal zum Einsatz. Nach weiteren sieben Einsätzen in der Saison 2021 wechselte der Verteidiger im Juli 2021 zum österreichischen Zweitligisten SV Horn. In der Saison 2021/22 kam er zu 16 Einsätzen in der 2. Liga. Nach einer Spielzeit verließ er die Niederösterreicher nach der Saison 2021/22 wieder.
Daraufhin kehrte Biek zur Saison 2022/23 nach Deutschland zurück und schloss sich dem Regionalligisten FC Rot-Weiß Erfurt an.
Ab Januar 2024 steht er in den USA beim Miami FC unter Vertrag.